# افری، منطقه مسکونی
افری  یک روستا در الجزایر است که در ناحیه جانت واقع شده‌است.
 افری   ۱٬۰۲۷ متر بالاتر از سطح دریا واقع شده‌است.